# HellRaisers
HellRaisers (kurz: HR) ist ein ukrainischer E-Sport-Clan. Er gilt als Nachfolger der 2013 aufgelösten kasachischen Astana Dragons und wurde von dessen professionellen Counter-Strike: Global Offensive-Spielern gegründet.

## Geschichte

### 2013: Astana Dragons
Die Astana Dragons wurden im Juli 2013 als CS: GO-Clan gegründet. Im Herbst des Jahres wurden zudem Abteilungen in den Disziplinen Point Blank und League of Legends geschaffen. Am 30. Dezember 2013 wurde der Clan aufgelöst.

#### Counter-Strike: Global Offensive
Das CS: GO-Team setzte sich in weiten Teilen aus E-Sportlern zusammen, welche zuvor für virtus.pro gespielt hatten:
| Zusammensetzung vom 19. Juni – 6. November 2013 | Zusammensetzung vom 7. November – 30. Dezember 2013 |
| ----------------------------------------------- | --------------------------------------------------- |
| Dauren „AdreN“ Kystaubayev                      | Dauren „AdreN“ Kystaubayev                          |
| Kiril „ANGE1“ Karasiow                          | Kiril „ANGE1“ Karasiow                              |
| Mihai „Dosia“ Stolyarov                         | Mihai „Dosia“ Stolyarov                             |
| Yegor „markeloff“ Markelov                      | Yegor „markeloff“ Markelov                          |
| Ioann „Edward“ Sucharjew                        | Emil „kucher“ Akhundov                              |

Die größten Erfolge der ersten Zusammensetzung waren ein 2. Platz bei den SLTV StarSeries VII und der 3. Platz beim Electronic Sports World Cup 2013 in Paris. Mit kucher konnten die Astana Dragons den Techlabs Cup 2013 gewinnen und das Viertelfinale beim DreamHack Winter 2013 erreichen.

#### Point Blank
In der Disziplin Point Blank wurden die Astana Dragons Zweiter beim Techlabs Cup 2013. Zudem gewann man bei der SLTV StarSeries VIII. Die Abteilung setzte sich folgendermaßen zusammen:
- Denis „Gray“ Danyluk
- Cyril „Belgiume“ Lukyanov
- Sergey „Push“ Ivlev
- Oleg „z1“ Konovnin
- Rodion „PVO“ Stroganow

#### League of Legends
In League of Legends nahm das Team Ende 2013 folgende Spieler unter Vertrag:
- Marcin „Xaxus“ Maczka
- Marcin „Jankos“ Jankowski
- Remigiusz „Overpow“ Pusch
- Paweł „Celaver“ Koprianiuk
- Oskar „VandeRnoob“ Bogdan

Das Team verließ die Organisation jedoch kurz darauf wieder. Später belegte das Team unter anderem den zweiten Platz auf der DreamHack Winter 2013 und schaffte als Team Roccat die Qualifikation für die League Championship Series.

### Seit 2014: HellRaisers

#### Counter-Strike: Global Offensive
Das Team um Dauren „AdreN“ Kystaubayev, Kiril „ANGE1“ Karasiow, Mihai „Dosia“ Stolyarov, Yegor „markeloff“ Markelov und Emil „kucher“ Akhundov blieb bestehen und tritt seit 2014 unter dem Namen HellRaisers an. Die bisher größten Erfolge waren der Halbfinaleinzug beim DreamHack Summer 2014, sowie das Erreichen der Viertelfinales beim EMS One Katowice 2014 und beim DreamHack Winter 2014.  Im September 2014 wurde Dauren „AdreN“ Kystaubayev durch Alexander „s1mple“ Kostylev ersetzt. Im Zuge eines Wechsels mit dAT Team am 14. Januar 2015 machte HR diesen Wechsel „rückgängig“. Zudem wurde Yegor „markeloff“ Markelov für kurze Zeit durch den Russen Egor „flamie“ Vasilyev und bald darauf durch den Kasachen Rustem „MOU“ Telepov ersetzt. Größter sportlicher Erfolg unter diesem Lineup war der erste Platz auf den Acer Predator Masters. Im September 2015 beendete Mihai „Dosia“ Stolyarov seine Karriere; im Oktober wurden wiederum zwei Spieler ausgetauscht. Der Slowake Martin „STYKO“ Styk und der Tscheche Tomáš „oskar“ Šťastný ersetzen die kasachischen Abgänge Rustem „MOU“ Telepov und Dauren „AdreN“ Kystaubayev. Die Organisation entschloss sich dazu, im April 2016 Patrik „Zero“ Žúdel unter Vertrag zu nehmen. Aufgrund von Vertragsverhandlungen mit einem anderen Team wurde Tomáš „oskar“ Šťastný aus dem aktiven Lineup genommen. Im Oktober 2016 wurde Bence „DeadFox“ Böröcz als neuer Spieler vorgestellt. Im August 2017 wurde bekannt, dass der Slowake Martin „STYKO“ Styk der Organisation mousesports beitrat und somit HellRaisers verließ. 3 Tage später gab die Organisation bekannt, dass Vladyslav „bondik“ Nechyporchuk auf die Transferliste gesetzt wurde und 2 neue Spieler testweise ins Team aufgenommen wurden. Dabei handelt es sich um den Jordanier Issa „ISSAA“ Murad und den Türken Özgür „woxic“ Eker. Noch im selben Jahr wurden beide offiziell als Stammspieler anerkannt. Aufgrund enttäuschender Resultate entschloss man sich, Patrik „Zero“ Žúdel auf die Ersatzbank gesetzt. Dieser wurde durch den Estonen Kristjan „FejtZ“ Allsaar ausgetauscht, der dem Team als Stand-In betrat. Anfang 2018 kehrte Vladyslav „bondik“ Nechyporchuk nach Leihe nach China ins aktive Lineup zurück und ersetzte Kristjan „FejtZ“ Allsaar. Dieser verließ kurz vor dem Jahreswechsel HellRaisers und machte Platz für Abay „Hobbit“ Khassenov. 2019 durchlief die Organisation eine Menge Wechsel. Özgür „woxic“ Eker trat, wie es auch zuvor bei Martin „STYKO“ Styk und Tomáš „oskar“ Šťastný der Fall war, mousesports bei, während letzterer ins Team zurückkehrte. Der Ungare Bence „DeadFox“ Böröcz wurde aufgrund von schlechter Performance vom aktiven Lineup entfernt und durch den Spanier Christian „loWel“ Garcia Antoran ersetzt. 10 Tage später verkündete die Organisation, Abay „Hobbit“ Khassenov aus dem aktiven Team zu entfernen und stattdessen mit dem jungen Talent Žygimantas „nukkye“ Chmieliauskas fortzufahren. Aufgrund des Misserfolgs des Teams beim StarLadder Major: Berlin 2019 wurden sämtliche aktiven Spieler aus dem Roster auf die Ersatzbank befördert und Bence „DeadFox“ Böröcz entlassen. Am 20. September 2019 wurde ein neues Lineup mit 2 zurückkehrenden Spielern, Kiril „ANGE1“ Karasiow und Žygimantas „nukkye“ Chmieliauskas, sowie den 3 neuen Spielern Vadim „Flarich“ Karetin, Igor „crush“ Shevchenko und Alexander „scoobyxie“ Marynych. Zu Beginn des Jahres 2020 gab es einen erneuten Spielerwechsel, wobei Alexander „scoobyxie“ Marynych das Team verlassen musste. In dessen Fußstapfen trat der Ukrainer Ivan „AiyvaN“ Semenets. Nach 3 erfolglosen Monaten wurde erneut eine Veränderung des Teams vorgenommen. Ivan „AiyvaN“ Semenets, Vadim „Flarich“ Karetin und Žygimantas „nukkye“ Chmieliauskas landeten auf der Ersatzbank, während der Vertrag von Igor „crush“ Shevchenko und Kiril „ANGE1“ Karasiow aufgelöst wurde, welcher zuvor 6 Jahre unter HellRaisers gespielt hatte. Žygimantas „nukkye“ Chmieliauskas verließ 2 Wochen später die Organisation. Im Juni 2020 gab es Neuigkeiten zu einem neuen Roster. Vadim „Flarich“ Karetin kehrte als aktiver Spieler zurück. Dmitriy „jR“ Chervak, Dmitriy „ProbLeM“ Martynov, Nikolaj „kAliNkA“ Rysakov und Nikita „JIaYm“ Panyushkin wurden unter Vertrag genommen.
Aktuell besteht das Team aus folgenden Spielern:
- Nikita „JIaYm“ Panyushkin
- Dmitriy „jR“ Chervak
- Ivan „AiyvaN“ Semenets
- Vadim „Flarich“ Karetin
- Nikolaj „kAliNkA“ Rysakov

#### Dota 2
Im Spiel Dota 2 übernahmen HellRaisers am 29. August 2014 die Spieler des Teams Relax, you're doing fine. Nach einigen Spielerwechseln erreichte das Team am 1. Dezember 2014 den ersten Turniersieg beim Esportal Dota 2 League Open Tournament 1 und bekam ein Preisgeld von 2500 € zugeteilt. Die Abteilung gewann bis April 2021 mehr als 360.000 US-Dollar Preisgeld. Derzeit stehen folgende Spieler bei HellRaisers unter Vertrag:
- Zaur „Cooman“ Shakhmurzayev
- Nikita „young G“ Bochko
- Roman „Resolut1on“ Fominok
- Bakyt „Zayac“ Emilzhanov
- Ilya „Lil“ Ilyuk

#### World of Tanks
Für Aufsehen sorgte im April 2015 die World-of-Tanks-Abteilung von HellRaisers. Diese gewann im Wargaming.net League Grand Final 2015, ausgetragen in Warschau, 150.000 US-Dollar.
Lineup bei den Wargaming.net League The Grand Finals 2015:
- Vladimir „DYADOR“ Drutskiy
- Dmytro „Kamaek“ Hrankin
- Ruslan „Luciquell“ Iermakov
- Andrey „lolwo“ Dzenisenka
- Aliaksei „Near_You“ Kuchkin
- Vladislav „Neskwi“ Kanaev
- Yuriy „_YR_“ Buharov

## Erfolge der Counter-Strike-Abteilung

### Als Astana Dragons
| Datum     | Platz   | Turnier                          | Preisgeld |
| --------- | ------- | -------------------------------- | --------- |
| Sep. 2013 | 3. – 4. | DreamHack Bucharest 2013         | 01.500 $  |
| Okt. 2013 | 2.      | SLTV StarSeries VII              | 04.000 $  |
| Nov. 2013 | 3.      | Electronic Sports World Cup 2013 | 05.000 $  |
| Nov. 2013 | 1.      | TECHLABS Cup 2013 Grand Final    | 10.000 $  |
| Nov. 2013 | 5. – 8. | DreamHack Winter 2013            | 10.000 $  |
| Dez. 2013 | 4.      | SLTV StarSeries VIII             | 01.500 $  |

### Als HellRaisers
| Datum     | Platz   | Turnier                                         | Preisgeld  |
| --------- | ------- | ----------------------------------------------- | ---------- |
| Mar. 2014 | 5. – 8. | EMS One Katowice 2014                           | 10.000 $   |
| Mar. 2014 | 5. – 6. | Fragbite Masters 2014                           | 07.500 SEK |
| Jun. 2014 | 3. – 4. | DreamHack Summer 2014                           | 03.500 $   |
| Jul. 2014 | 3.      | DreamHack Valencia 2014                         | 01.500 €   |
| Aug. 2014 | 3.      | SLTV StarSeries X                               | 05.000 $   |
| Okt. 2014 | 2.      | Game Show CS:GO League Season 1                 | 05.000 $   |
| Nov. 2014 | 5. – 8. | DreamHack Winter 2014                           | 10.000 $   |
| Jan. 2015 | 1.      | MCS Open Season 1 Finals                        | 05.000 $   |
| Juni 2015 | 4.      | Fragbite Masters Season 4                       | 60.000 SEK |
| Juni 2015 | 6.      | ESL ESEA Pro League Season 1 EU Division        | 11.500 $   |
| Aug. 2015 | 1.      | Acer Predator Masters Season 1                  | 20.000 $   |
| Dez. 2015 | 2.      | Global Offensive Champions League Season 2      | 15.000 $   |
| Jan. 2016 | 1.      | PGL European Minor Championship 2016 - Columbus | 30.000 $   |
| März 2016 | 1.      | Copenhagen Games 2016                           | 17.000 €   |
| Mai 2016  | 2.      | DreamHack Tours 2016                            | 30.000 €   |
| Nov. 2016 | 1.      | PGL Minor Europe - ELEAGUE Major 2017           | 15.000 $   |
| Apr. 2017 | 3. – 4. | Star Ladder i-League StarSeries Season 3        | 25.000 $   |
| Mai 2017  | 2.      | DreamHack Tours 2017                            | 20.000 $   |
| Nov. 2017 | 3. – 4. | Star Ladder i-League Invitational Shanghai 2017 | 30.000 $   |